# Enyu Todorov
Pour les articles homonymes, voir Todorov (homonymie).
Enyu Todorov (en bulgare : Еню Тодоров) est un lutteur bulgare né le 22 février 1943 à et mort le 26 mai 2022 à Sofia. Il est spécialisé en lutte libre.

## Palmarès

### Jeux olympiques
- Médaille d'argent dans la catégorie des moins de 63 kg en 1968 à Mexico[2].

### Championnats d'Europe
- Médaille d'argent aux championnats d'Europe de 1966.
- Médaille d'or aux championnats d'Europe de 1969.
- Médaille d'or aux championnats d'Europe de 1970.